# Радучич
Радучич (хорв. Radučić) — населений пункт у Хорватії, в Шибеницько-Книнській жупанії у складі громади Ервеник.

## Населення
Населення за даними перепису 2011 року становило 252 осіб.
Динаміка чисельності населення поселення:

## Клімат
Середня річна температура становить 13,46 °C, середня максимальна – 28,43 °C, а середня мінімальна – -1,50 °C. Середня річна кількість опадів – 900 мм.
| Клімат поселення                              | Клімат поселення | Клімат поселення | Клімат поселення | Клімат поселення | Клімат поселення | Клімат поселення | Клімат поселення | Клімат поселення | Клімат поселення | Клімат поселення | Клімат поселення | Клімат поселення | Клімат поселення |
| Показник                                      | Січ.             | Лют.             | Бер.             | Квіт.            | Трав.            | Черв.            | Лип.             | Серп.            | Вер.             | Жовт.            | Лист.            | Груд.            |                  |
| Середній максимум, °C                         | 10,40            | 11,29            | 14,24            | 17,68            | 22,46            | 26,28            | 28,43            | 28,11            | 23,58            | 18,84            | 13,51            | 10,36            |                  |
| Середня температура, °C                       | 4,46             | 5,32             | 8,29             | 11,73            | 16,51            | 20,32            | 23,77            | 23,44            | 18,93            | 14,20            | 8,86             | 5,70             |                  |
| Середній мінімум, °C                          | −1,5             | −0,63            | 2,34             | 5,77             | 10,55            | 14,36            | 19,11            | 18,80            | 14,29            | 9,54             | 4,20             | 1,04             |                  |
| Норма опадів, мм                              | 74               | 67               | 72               | 80               | 66               | 65               | 43               | 55               | 85               | 94               | 109              | 90               |                  |
| Середньомісячна швидкість вітру, м/с          | 1.62             | 1.83             | 2.10             | 2.10             | 1.90             | 1.70             | 1.70             | 1.50             | 1.60             | 1.60             | 1.83             | 1.80             |                  |
| Середньомісячна сонячна радіація, кДж/м²·день | 5193             | 7935             | 11567            | 16154            | 20223            | 22558            | 24248            | 21228            | 15780            | 10160            | 5608             | 4416             |                  |
| --------------------------------------------- | ---------------- | ---------------- | ---------------- | ---------------- | ---------------- | ---------------- | ---------------- | ---------------- | ---------------- | ---------------- | ---------------- | ---------------- | ---------------- |
| Джерело:                                      |                  |                  |                  |                  |                  |                  |                  |                  |                  |                  |                  |                  |                  |